# Polska Izba Przemysłu Targowego
Polska Izba Przemysłu Targowego – organizacja zrzeszająca firmy związane z branżą targową (m.in. organizatorów targów, firmy zabudowujące). Działa od lutego 2007 w Poznaniu. Powstała w miejsce istniejącej od 1993 roku Polskiej Korporacji Targowej. Stawia sobie za cele integrację środowiska targowego, ochronę interesów gospodarczych swoich członków, a także promocję udziału przedsiębiorstw w targach i wystawach. Istotnym obszarem działalności Izby jest gromadzenie i weryfikacja statystyk podawanych przez organizatorów targów, dotyczących m.in. wielkości wynajętej powierzchni targowej, liczby wystawców i zwiedzających. Na tej podstawie tworzone jest coroczne zestawienie danych statystycznych o polskim rynku targowym (Raport Targi w Polsce), stanowiące swoisty ranking przedsiębiorstw targowych.
Prezesem Rady Izby jest Tomasz Kobierski, Prezes Zarządu Międzynarodowych Targów Poznańskich sp. z o.o.